# Tulung (Kawedanan)
Tulung is een bestuurslaag in het regentschap Magetan van de provincie Oost-Java, Indonesië. Tulung telt 3499 inwoners (volkstelling 2010).